# Dead Skin Mask
Dead Skin Mask är en låt av det amerikanska thrash metal-bandet Slayer. Låten, som återfinns på albumet Seasons in the Abyss från 1990, handlar om seriemördaren Ed Gein.
Gein flådde bland annat ansiktet på flera av sina offer och ska ha burit detta som en mask – Dead Skin Mask.
Refrängen lyder:
| ” | Dance with the dead in my dreams Listen to their hallowed screams The dead have taken my soul Temptation's lost all control | „ |

## Coverversioner
- Dark Funeral på albumet Teach Children to Worship Satan från 2000